# 2013–2014-es osztrák labdarúgó-bajnokság (első osztály)
A 2013–2014-es tipp-3 Bundesliga (szponzorált nevén T-Mobile Bundesliga) az osztrák labdarúgó-bajnokság legmagasabb osztályának 103. alkalommal megrendezett bajnoki éve volt. A pontvadászat 10 csapat részvételével, 2013. július 20-án indult és 2014. május 12-én ért véget.
A bajnoki címet a Red Bull Salzburg szerezte meg, mely a klub történetének 8. bajnoki címe. A Wacker Innsbruck kiesett az élvonalból.

## A bajnokság rendszere
A pontvadászat 10 csapat részvételével zajlott, a csapatok a őszi-tavaszi lebonyolításban oda-visszavágós, körmérkőzéses rendszerben mérkőztek meg egymással. Minden csapat minden csapattal négy alkalommal játszott, kétszer pályaválasztóként, kétszer pedig idegenben.
A pontvadászat végső sorrendjét a 36 bajnoki forduló mérkőzéseinek eredményei határozták meg a szerzett összpontszám alapján kialakított rangsor szerint. A mérkőzések győztes csapatai 3 pontot, döntetlen esetén mindkét csapat 1-1 pontot kapott. Vereség esetén nem járt pont.

## Változások a 2012–2013-as szezont követően
Búcsúzott az élvonaltól
- SV Mattersburg 10. helyezettként

Feljutott az élvonalba
- SV Grödig, a másodosztály győzteseként

## Részt vevő csapatok
| Csapat                | Székhely         | Stadion                 | 2012–13     |
| --------------------- | ---------------- | ----------------------- | ----------- |
| Admira Wacker Mödling | Mödling          | BSFZ-Arena              | 9.          |
| Austria Wien          | Bécs             | Franz Horr Stadion      | 1.          |
| SV Grödig             | Grödig           | Untersberg Arena        | 1. (II. o.) |
| Rapid Wien            | Bécs             | Gerhard Hanappi Stadion | 3.          |
| Red Bull Salzburg     | Wals-Siezenheim  | Red Bull Arena          | 2.          |
| SV Ried               | Ried im Innkreis | Keine Sorgen Arena      | 6.          |
| Sturm Graz            | Graz             | Graz-Liebenau           | 4.          |
| Wacker Innsbruck      | Innsbruck        | Tivoli Neu              | 8.          |
| Wiener Neustadt       | Bécsújhely       | Wiener Neustadt Stadion | 7.          |
| Wolfsberger           | Wolfsberg        | Lavanttal-Arena         | 5.          |

## A bajnokság végeredménye
| #  | Csapat                 | M  | Gy | D  | V  | RG  | KG | GK  | P  |
| -- | ---------------------- | -- | -- | -- | -- | --- | -- | --- | -- |
| 1  | Red Bull Salzburg      | 36 | 25 | 5  | 6  | 110 | 35 | +75 | 80 |
| 2  | SK Rapid Wien          | 36 | 17 | 11 | 8  | 63  | 40 | +23 | 62 |
| 3  | SV Grödig              | 36 | 15 | 9  | 12 | 68  | 71 | -3  | 54 |
| 4  | FK Austria Wien        | 36 | 14 | 11 | 11 | 58  | 44 | +14 | 53 |
| 5  | SK Sturm Graz          | 36 | 13 | 9  | 14 | 55  | 55 | 0   | 48 |
| 6  | SV Ried                | 36 | 10 | 13 | 13 | 55  | 66 | -11 | 43 |
| 7  | Wolfsberger            | 36 | 11 | 8  | 17 | 50  | 63 | -13 | 41 |
| 8  | Wiener Neustadt        | 36 | 10 | 9  | 17 | 43  | 84 | -41 | 39 |
| 9  | Admira Wacker Mödling1 | 36 | 11 | 9  | 16 | 51  | 67 | -16 | 37 |
| 10 | Wacker Innsbruck       | 36 | 5  | 14 | 17 | 42  | 70 | -28 | 29 |

1 5 pont levonva

|  | Bundesliga bajnoka, 2014–15-ös UEFA-bajnokok ligája – 3. selejtezőkör |
|  | 2014–15-ös Európa-liga – Rájátszás                                    |
|  | 2014–15-ös Európa-liga – 2. selejtezőkör                              |
|  | Kiesett a másodosztályba (Erste Liga)                                 |

- A Red Bull Salzburg a 2013-2014-es szezon bajnoka.
- A Wacker Innsbruck kiesett a másodosztályba (Erste Liga).

### Eredmények
|                  | Adm     | AVi     | Grö     | RVi     | Rie     | Sal     | StG     | WIn     | WNe      | Wol     |
| ---------------- | ------- | ------- | ------- | ------- | ------- | ------- | ------- | ------- | -------- | ------- |
| Admira Wacker    | ––––    | 1-0 0-1 | 0-4 4-0 | 2-0 2-1 | 1-4 2-2 | 3-1 2-3 | 1-1     | 1-2 3-0 | 0-3 3-0  | 3-0 1-0 |
| Austria Wien     | 2-0 2-2 | ––––    | 2-3 2-0 | 0-1     | 3-3 1-1 | 1-2 3-0 | 3-2 1-2 | 1-1 2-1 | 5-0 1-1  | 1-0 3-1 |
| Grödig           | 7-1 2-1 | 1-0 2-1 | ––––    | 2-2     | 0-0 3-0 | 0-3 1-3 | 0-1 0-6 | 3-3 1-1 | 3-6 1-2  | 4-3 3-0 |
| Rapid Wien       | 4-2 0-0 | 0-0 3-1 | 0-1 0-0 | ––––    | 2-0 1-0 | 2-1     | 2-2 2-0 | 3-0 2-0 | 4-0 0-0  | 2-4 3-0 |
| Ried             | 2-2 3-0 | 1-1 2-2 | 4-2 1-4 | 2-0 2-5 | ––––    | 0-5 1-3 | 3-0 2-2 | 4-0 1-2 | 1-1 2-1  | 1-0 1-3 |
| Salzburg         | 1-0 6-1 | 5-1 4-0 | 4-1 6-0 | 1-1 6-3 | 4-0     | ––––    | 1-0 1-2 | 6-0 0-0 | 8-1 5-0  | 2-2 5-0 |
| Sturm Graz       | 0-2 1-1 | 1-2 1-1 | 0-2 2-2 | 2-4 2-0 | 2-0 2-1 | 1-1 1-4 | ––––    | 1-0 3-1 | 2-3 1-2  | 4-1 1-4 |
| Wacker Innsbruck | 3-3 0-0 | 0-5 1-1 | 5-3 3-3 | 0-4 1-1 | 2-3 1-1 | 1-1 0-1 | 2-2 0-1 | ––––    | 4-0 3-1  | 1-2 0-1 |
| Wiener Neustadt  | 1-0 5-2 | 0-3 0-2 | 0-2 1-3 | 0-0 0-3 | 3-3 1-1 | 1-5     | 1-3 2-1 | 1-1 1-0 | ––––     | 2-1 1-1 |
| Wolfsberger      | 3-1 2-3 | 1-4 0-0 | 1-1 1-2 | 2-2 2-1 | 1-1 0-2 | 1-2 2-0 | 2-1 0-1 | 1-1 3-2 | 1-1 -4-0 | ––––    |

## A góllövőlista élmezőnye
2014. május 12-i állapotnak megfelelően.
| Helyezés | Játékos           | Klub              | Gólok száma |
| -------- | ----------------- | ----------------- | ----------- |
| 1        | Jonathan Soriano  | Red Bull Salzburg | 31          |
| 2        | Alan              | Red Bull Salzburg | 26          |
| 3        | Terrence Boyd     | Rapid Wien        | 15          |
| 3        | René Gartler      | Ried              | 15          |
| 3        | Philipp Zulechner | Grödig            | 15          |
| 6        | Philipp Hosiner   | Austria Wien      | 14          |
| 7        | Lukas Hinterseer  | Wacker Innsbruck  | 13          |
| 7        | Sadio Mané        | Red Bull Salzburg | 13          |
| 9        | Guido Burgstaller | Rapid Wien        | 11          |
| 9        | Michael Liendl    | Wolfsberger AC    | 11          |
| 9        | René Schicker     | Admira Wacker     | 11          |